# Schleching

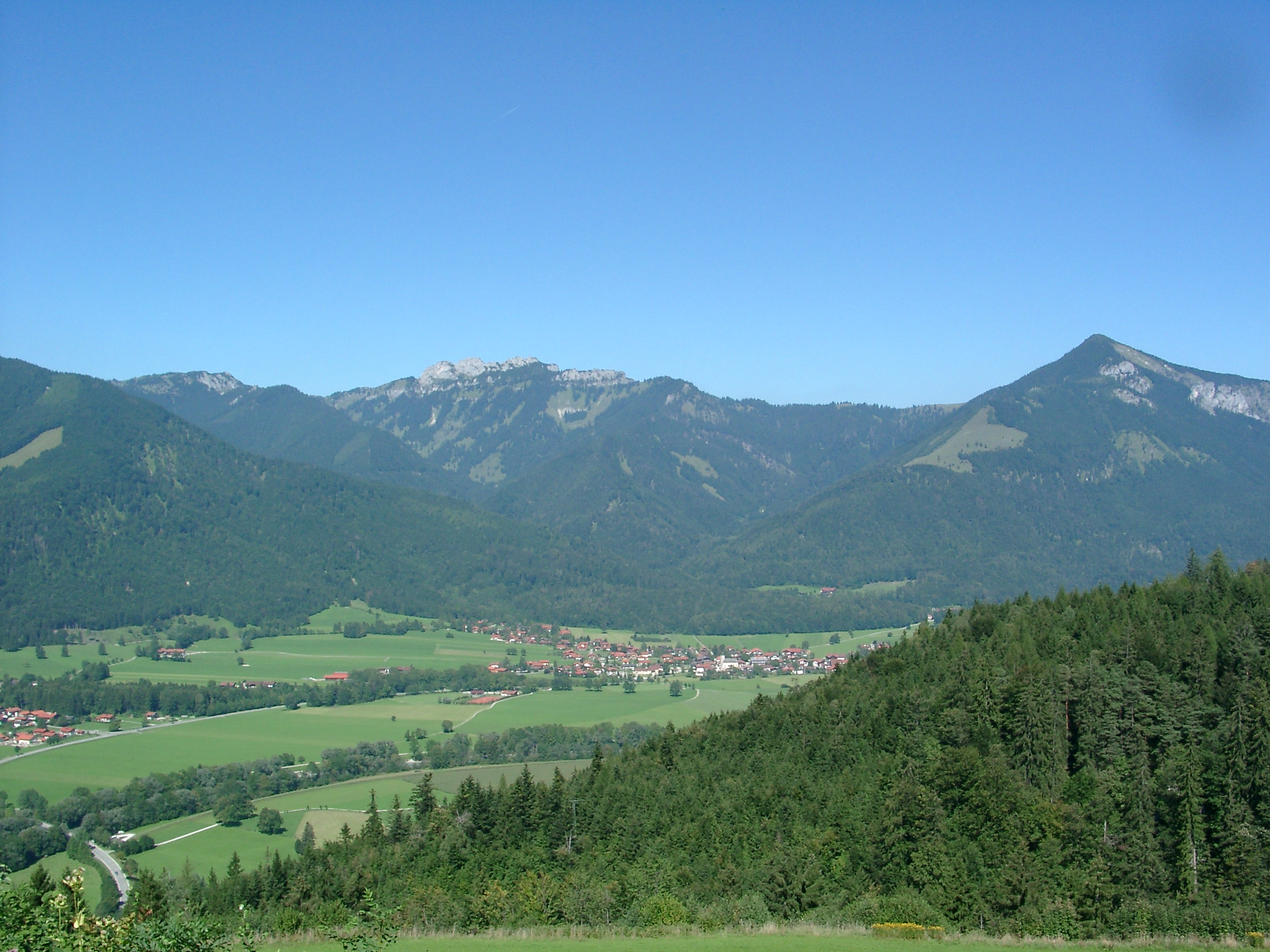
Panorama gminy

Schleching – miejscowość i gmina w południowo-wschodnich Niemczech, w kraju związkowym Bawaria, w rejencji Górna Bawaria, w regionie Südostoberbayern, w powiecie Traunstein. Leży w Alpach Chiemgawskich, około 25 km na południowy zachód od Traunsteinu, nad rzeką Großache, przy drodze B307.

## Demografia
Dane o ludności z 31 grudnia 2008:
| Opis                                | Ogółem | Ogółem | Kobiety | Kobiety | Mężczyźni | Mężczyźni |
| ----------------------------------- | ------ | ------ | ------- | ------- | --------- | --------- |
| Jednostka                           | osób   | %      | osób    | %       | osób      | %         |
| Populacja                           | 1758   | 100    | 890     | 50,63   | 868       | 49,37     |
| Wiek przedprodukcyjny (0–17 lat)    | 263    | 14,96  | 136     | 7,74    | 127       | 7,22      |
| Wiek produkcyjny (18–65 lat)        | 1035   | 58,87  | 513     | 29,18   | 522       | 29,69     |
| Wiek poprodukcyjny (powyżej 65 lat) | 460    | 26,17  | 241     | 13,71   | 219       | 12,46     |

## Polityka
Wójtem gminy jest Josef Loferer z CSU, wcześniej funkcję tę pełnił Fritz Irlacher, rada gminy składa się z 12 osób.
|      | CSU/UB/SPD/BBL | Razem |
| 2008 | 12             | 12    |
| 2002 | 12             | 12    |